# Генерација Зед (дискографска кућа)
Генерација Зед је српска дискографска кућа основана 12. фебруара 2019. године. Основали су је Henny, Relja Torinno и Лимени. Данас је једна од најзначајнијих дискографских кућа у Србији која углавном потписује млађе извођаче, те већином припаднике генерације .

## Историја

### Оснивање и први пројекти (2018—2019)
Генерацију Зед су фебруара 2019. године основала тројица музичара — Хени, Реља Торино и Лимени. Продукцијска кућа је добила назив по публици којој је музика коју објављују намењена – генерацији Зед, односно особама рођеним у периоду после 1997. године.
Сарадња између тројице оснивача датира у претходним годинама, па се тако Реља Торино и Лимени познају од малена, а Хени и Реља Торино су се упознали и започели сарадњу током 2018. године, када су радили на Рељином албуму Сленг и објавили дуетску песму. Сарадња је настављена касније те године, када су њих двојица урадили песму Антидот за Гастоза која је објављена септембра 2018. Захваљујући комерцијалном успеху како ове тако и неколико других песама, овај тројац је одлучио да отвори студио који је на почетку био у гаражи на Цераку. Студио су основали најпре са идејом да заједно раде на креирању песама за друге музичаре, а потом и да то буде продукцијска кућа која ће окупљати младе и талентоване музичаре.
Један од првих пројеката продукцијске куће био је наставак сарадње са Гастозом, за кога су Хени и Реља направили песме Аритмије и Катаклизма недуго након оснивања Генерације Зед. Када је реч о интерним пројектима, међу првима је био албум Привођен, осуђиван? који су Реља Торино и Лаки Соса објавили почетком 2019. године. Тако је први видео на Јутјуб каналу продукцијске куће био спот за песму OG Kush Реље и Лакија из априла 2019.

### Окупљање чланова (2019—2021)
Поред тројице оснивача, Генерацији Зед су убрзо почели да се придружују други музичари, пре свега певачи који су били познаници и пријатељи оснивача. Тако су међу првим члановима продукцијске куће били Војаж, Кобрица, Нући, Бресквица и други.
Током лета 2019. године Генерација Зед је објавила неколико првих песама насталих у оквиру продукцијске куће. Најпре је средином маја изашла песма Отрован коју су објавили Хени и Војаж, а која је за кратко време постигла комерцијални успех. Истог месеца Нући је објавио песму Hotline, у јуну је изашао његов дует са Кобрицом Све због тебе, а у августу је Бресквица објавила своју прву соло песму Utopia.
Све спотове у том периоду снимала је Tsunami видео продукцијска кућа коју су претходне године основали Нући и његов брат Марко Панић. Иако је пандемија вируса корона довела до обустављања наступа музичара почетком 2020. године, Генерација Зед је наставила са радом на креирању песама, па је тако Хени почетком априла 2020. објавио сингл Сети ме се. Песму је радио заједно са Рељом, који је био задужен и за продукцију, а карактеристичан спот који прати песму снимљен је у карантинским условима и састоји се од појединачних видеа које су снимали сви чланови Генерације Зед.
Како је у том периоду започела љубавна веза између Војажа и Бресквице, њих двоје су кренули да објављују серију дуета који су стекли велику популарност код публике и вишемилионске прегледе на Јутјубу. Тако су током 2019. и 2020. објављени дуети Буди ту, C’est La Vie, Дам, Безимена и Анђеле. Све песме су биле изузетно популарне и свака од њих је имала преко 10 милиона прегледа, а песма Буди ту има више од 30 милиона прегледа.
У том периоду је и Попов започео своју певачку каријеру, који је до тада радио искључиво на продуцирању песама за остале чланове, па је током 2020. и 2021. објавио девет песама, међу којима и дует са Нућијем под називом Бамби.
Почетком 2021. године Генерацији Зед се придружила и Зера, која је у том периоду живела у Бечу и објављивала обраде српских песама на Инстаграму. Своју прву песму До зоре Зера је објавила у оквиру Генерације Зед фебруара те године. Након више од 20 милиона прегледа и комерцијалног успеха, Зера је до краја године објавила још два сингла за Генерацију Зед.

### Мејнстрим популарност (2022—данас)
Чланови Генерације Зед су током 2022. године објавили више од 30 песама, од којих су бројне стекле велику популарност и по више десетина милиона прегледа на Јутјубу. Те године се продукцијској кући прикључио и Џинсен као један од продуцената и започео рад на креирању песама за остале чланове. Из те године издвајају се Нућијеве песме Црно око и Гад, Зерине Бараба и Калаши, песма Лоша Бресквице, Хенијев хит сингл Мартини, као и дует Сава и Дунав коју су крајем године објавили Бресквица и Хени.
Данас Јутјуб канал Генерације Зед има више од 1 милион претплатника. Њихови видеи броје преко милијарду прегледа, а најгледанији видео је музички спот за Нућијеву песму Vroom са више од 50 милиона прегледа.

## Извођачи
Генерација Зед данас броји више од десет чланова, углавном извођача који су свестрани музичари те се поред певања баве и продукцијом, компоновањем и писањем песама како за себе, тако и за друге музичаре.
Списак извођача продукцијске куће:
- Лимени
- Попов
- Бресквица
- Зера
- Поповска
- Кобрица
- Дерос
- Лаки Соса
- Леро